# I. e. 80-as évek
Évszázadok: i. e. 2. század – i. e. 1. század – 1. század
Évtizedek: i. e. 130-as évek – i. e. 120-as évek – i. e. 110-es évek – i. e. 100-as évek – i. e. 90-es évek – i. e. 80-as évek – i. e. 70-es évek – i. e. 60-as évek – i. e. 50-es évek – i. e. 40-es évek – i. e. 30-as évek
Évek: i. e. 89 – i. e. 88 – i. e. 87 – i. e. 86 – i. e. 85 – i. e. 84 – i. e. 83 – i. e. 82 – i. e. 81 – i. e. 80